# محطة أبحاث فيرنهورست
كانت محطة أبحاث فيرنهورست معهدًا للبحوث الكيميائية لحماية المحاصيل في غرب ساسكس، وتديرها بشكل أساسي إمبيرال لصناعة الفاكهة.

## التاريخ
انتقلت شركة بلانت نروتيكشن إلى هذا الموقع في عام 1945 وافتتحت معهدًا للبحوث في ملكية السير فيليكس شوستر (1854-1936). كان معهد الأبحاث للتحقيق في مكافحة الآفات والأمراض، وكان يُعرف أيضًا باسم محطة أبحاث البستنة. في يونيو 1951، عقد مؤتمر دولي، مع علماء من 39 دولة، في الموقع حول ندرة الغذاء. في 10 مايو 1955، زار الموقع دوق إدنبرة. عقد مؤتمر دولي آخر في الموقع في يونيو 1956.
في عام 1958، أصبحت شركة بلانت بروتيكشن شركة فرعية مملوكة بالكامل لقسم بلانت بروتيكشن في شركة إمبريال للكيماويات، والتي كان مقرها الدولي في الموقع حتى التسعينات؛ في عام 1986، تم افتتاح مركز مؤتمرات دولي جديد في الموقع من قبل رئيسة الوزراء، مارغريت تاتشر. تأسست إمبريال للصحة العامة في عام 1989 وتقع في الموقع.
في أبريل 1990، حصل الموقع على جائزة الملكة للإنجاز التكنولوجي لمبيدات الأعشاب ومبيدات الفطريات ومبيدات الآفات.

### زينيكا
أصبحت جزءًا من زينيكا في عام 1994.

### سينجينتا
أصبحت جزءًا من سينجينتا. أصبح المقر الرئيسي لشركة سينجينتا. غادرت سينجينتا الموقع في ديسمبر 2001. هذا الموقع لا يزال موجودًا في الغالب.

## البنية
كانت تقع إلى الشرق من الطريق السريع A286، على بعد حوالي ميل واحد شمال شرق غرب سيربنت تريل.

## الوظيفة
بالإضافة إلى كونها موقعًا إداريًا، أجرت المحطة أبحاثًا حول المحاصيل البستانية. كانت تحتوي على بستان مساحته 60 فدانًا به 9 أفدنة من البرقوق و26 فدانًا من التفاح الحلو. يعمل في الموقع حوالي 700 شخص.

## روابط خارجية
- Britain From Above 1951
- Domesday Reloaded